# Huntleya caroli
Huntleya caroli är en orkidéart som beskrevs av Pedro Ortiz Valdivieso. Huntleya caroli ingår i släktet Huntleya och familjen orkidéer.
Artens utbredningsområde är Colombia. Inga underarter finns listade i Catalogue of Life.